# Stan Walker
Stan Walker, né le 23 octobre 1990 à Melbourne, est un chanteur, acteur et personnalité de la télévision néo-zélandais d'origine australienne.
En 2009, Walker remporte la septième saison d'Australian Idol. Il signe ensuite un contrat d'enregistrement avec Sony Music Australia. En décembre 2009, Walker sort son premier album studio, Introducing Stan Walker, qui comprend le single à succès Black Box. L'album fait ses débuts au numéro trois de l'ARIA Charts et est certifié disque de platine par l'Australian Recording Industry Association. Il prend également la deuxième place de l'Official New Zealand Music Chart et est certifié triple platine par Recorded Music NZ.
En 2010, Walker sort son deuxième album studio, From the Inside Out, qui donne naissance aux singles Unbroken et Choose You. L'album atteint la première place du classement néo-zélandais et la deuxième du classement ARIA. En novembre 2011, Walker sort son troisième album studio, Let the Music Play, qui fait ses débuts à la 18e place du classement ARIA et à la douzième en Nouvelle-Zélande, et contient le single Loud. Au cours de sa carrière, Walker remporte cinq New Zealand Music Awards et reçoit cinq nominations aux ARIA Music Awards. Il est également juge lors de la première et de la deuxième saison de The X Factor New Zealand, respectivement en 2013 et 2015. Il fait ses débuts d'acteur dans le film néo-zélandais Mt. Zion, sorti en 2013 et joue le rôle de Benjy dans le film néo-zélandais Born to Dance de 2015. Le sixième album studio de Walker, Te Arohanui, sort le 17 septembre 2021 et était son premier en langue maorie.

## Biographie et carrière musicale

### 1990-2009: jeunesse difficile
Stan Walker naît le 23 octobre 1990 à Melbourne, dans l'État de Victoria en Australie, de Ross et April Walker. Il est Māori, descendant des iwi Ngai Tuhoe, Ngai Te Rangi et Ngāti Porou. Walker grandit dans un marae de Mount Maunganui, en Nouvelle-Zélande. Il fréquente la Fairfield Intermediate School et la Hamilton Boys' High School à Hamilton, et est pensionnaire de la New Plymouth Boys' High School. Walker compare son enfance à celle décrite dans le film néo-zélandais de 1994, L'Âme des guerriers, qui raconte l'histoire d'une famille urbaine maorie et ses problèmes liés à la pauvreté, l'alcoolisme et la violence familiale. Son père est emprisonné à plusieurs reprises pour avoir battu sa femme, April, et ses cinq enfants, dont Walker. Cela pousse Walker à fumer de la marijuana et à commettre des vols. Walker est également agressé sexuellement par un membre de sa famille durant neuf mois. Ses parents vendent de la drogue et tous deux passent du temps en prison pour des délits liés à leur activité.
À l'âge de 15 ans, Walker commence à se rendre à l'église, après avoir entendu le témoignage d'une fille aux antécédents familiaux similaires aux siens. Walker déclare que sa passion pour la musique et l'église ont fait de lui un « bon garçon » à nouveau. Après plusieurs nouveaux  épisodes de violence, April quitte Ross Walker, accompagne ses enfants en Australie ; la famille s'installe à Coolangatta, dans le Queensland.
En 2009, Walker perd sa fille lorsque sa petite amie de l'époque fait une fausse couche. Il prévoyait d'appeler son bébé Ataahua, qui signifie « beau » en maori, et porte son nom comme tatouage sur son cou. Avant que Walker ne participe à Australian Idol, il est vendeur dans un magasin de vêtements pour hommes à Coolangatta.
Walker affirme que déménager en Australie l'a aidé à surmonter le « buzz de la honte » et à lancer sa carrière dans le divertissement.

### 2009: Participation àAustralian Idolet sortie deIntroducing... Stan Walker
En 2009, Walker souhaite participer à la septième saison d'Australian Idol. Il interprète Ordinary People, de John Legend, lors de son audition à Brisbane. Il reçoit les félicitations des juges et progresse jusqu'aux rounds de théâtre, recevant à chaque fois davantage de reconnaissance de la part des juges. L'un d'eux, Kyle Sandilands, déclare : « Tu es la seule personne après les auditions dont j'ai jamais parlé à quelqu'un ; la famille, les amis, les autres personnes que je dirige. Je leur ai seulement parlé de toi. ». Une fois les trois rounds de théâtre terminés, Walker atteint les vingt-quatre premières demi-finales. Il fait partie du premier groupe à se produire en demi-finale. Le lendemain soir, les deux premiers candidats à se qualifier pour le top douze final, selon les votes des téléspectateurs, sont Walker et sa compatriote Kate Cook.
Tout au long de la saison, Walker est continuellement félicité pour sa voix et pour les chansons audacieuses qu'il choisit pour ses performances. L'une de ses interprétations les plus appréciées dans la série est celle de la chanson de Prince, Purple Rain, qui reçoit une standing ovation du jury et du public. La finale a lieu le 22 novembre 2009 à l'opéra de Sydney. Après le décompte des votes des téléspectateurs, Walker remporte le concours. Il est la première personne d'origine néo-zélandaise à remporter Australian Idol. Après sa victoire, Walker signe chez Sony Music Australia et reçoit une bourse d'une valeur de 200 000 dollars. Pendant ce temps, il crée sa propre société, appelée Stan Walker Music Pty Ltd., dirigée par sa mère, April, afin de négocier son contrat avec Sony Music et échapper à la déconvenue subie par un ancien concurrent d'Australian Idol, Damien Leith, qui affirme ne pas avoir gagné d'argent grâce à la sortie de son album Winners Journey.
Le premier single de Walker, Black Box, sort numériquement immédiatement après sa victoire à Australian Idol, le 22 novembre. La chanson atteint la deuxième place d'ARIA Charts et est certifiée double disque de platine par l'Australian Recording Industry Association (ARIA), avec 140 000 exemplaires vendus,. Il atteint également la première place du New Zealand Singles Chart et est certifié double disque de platine par Recorded Music NZ, qui récompense la vent de 30 000 exemplaires,. Le premier album studio de Walker, Introducing... Stan Walker, sort le 8 décembre 2009, trois jours avant la date prévue initialement. L'album présente les chansons sélectionnées que Walker a interprétées dans le top douze d'Australian Idol, ainsi que deux chansons originales, Black Box et Think of Me, qui sont  produites par le premier gagnant de l'émission, Guy Sebastian. Introducing... Stan Walker se positionne à la 3e place des ARIA Charts et est certifié disque de platine par l'ARIA. Il fait également ses débuts à l'Official New Zealand Music Chart, à la deuxième place et est certifié triple disque de platine par Recorded Music NZ, avec 45 000 exemplaires vendus,.

### 2010-2012: Sortie deFrom the Inside OutetLet the Music Play
En avril 2010, Walker se rend à Haïti pour aider les efforts de secours, en tant qu'ambassadeur de Compassion Australia, antenne australienne de Compassion International, à la suite du séisme meurtrier. Le deuxième album studio de Walker, From the Inside Out, sort le 20 août 2010. L'album se positionne à la deuxième place de l'ARIA Charts. En Nouvelle-Zélande, il a fait ses débuts à la première place des classements et est le premier album de Walker à devenir numéro un dans le pays. Finalement, From the Inside Out est certifié disque d'or en Nouvelle-Zélande. Unbroken, premier single extrait de l'album, sort quelques mois avant, le 12 avril 2010. Sur le New Zealand Singles Chart, la chanson atteint la neuvième place et est certifiée disque d'or,. En Australie, Unbroken atteint la 23e place des classements et est certifié disque d'or. En juin 2010, Walker fait une apparition sur le single du rappeur néo-zélandais Young Sid, Stuck in a Box. Le deuxième single de l'album From the Inside Out, intitulé Choose You, sort le 20 juillet 2010. La chanson atteint la troisième place du New Zealand Singles Chart et est certifiée disque de platine,. Il se classe également dans l'ARIA Singles Chart, à la 16e position et est également certifié platine. Homesick, réalisé en featuring avec le rappeur Kayo, est le troisième et dernier single de l'album et sort le 29 octobre. Il atteint le 21e rang des classements néo-zélandais et est certifié or,. Ce single n'est pas classé en Australie.
En novembre 2010, Walker fait la première partie de la tournée Summerbeatz en Australie, en tournée aux côtés notamment de Flo Rida, Jay Sean, Akon et Ciara. Il se produit au festival de musique Parachute en janvier 2011. En février 2011, Walker effectue sa première tournée comme tête d'affiche en Nouvelle-Zélande.

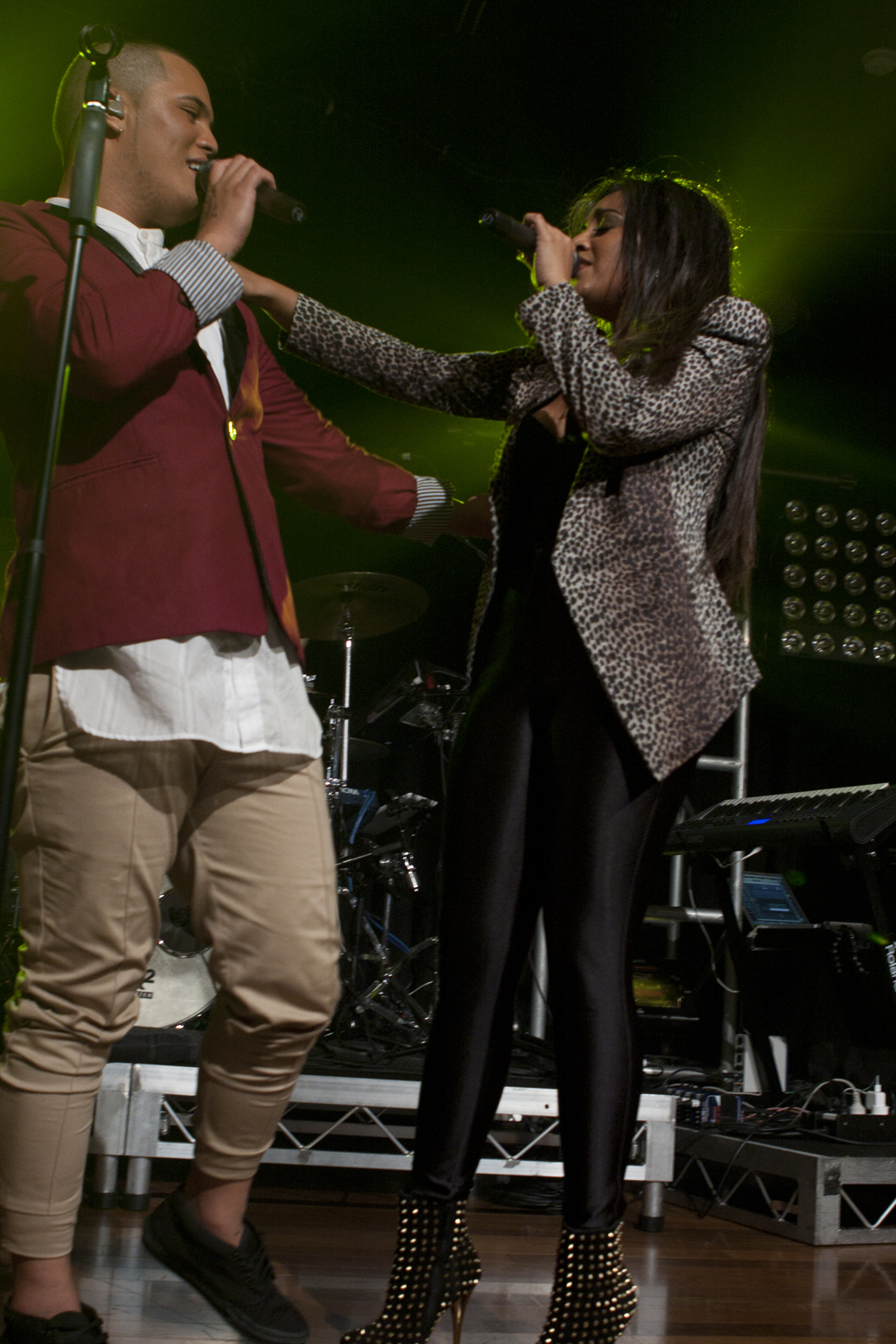
Walker et Jessica Mauboy en concert lors du Galaxy Tour en janvier 2012.

Le troisième album studio de Walker, Let the Music Play, sort le 18 novembre 2011. Il fait ses débuts à la 18e place du classement ARIA Album Chart et à la 12e dans le classement des albums néo-zélandais. Le premier single extrait de l'album, Loud, est sorti quelques mois plutôt, le 2 mai 2011. La chanson atteint la neuvième place de l'ARIA Singles Chart et est certifiée disque de platine. Sur le New Zealand Singles Chart, Loud atteint la huitième place et est certifié disque d'or,. Le deuxième single de l'album, Light It Up, avec la participation de Static Revenger, sort le 16 septembre 2011. La chanson occupe la 23e place des classements en Nouvelle-Zélande et la 45e place en Australie,. En octobre 2011, Walker figure sur le single de Jessica Mauboy, Galaxy, qui atteint la 13e place du classement ARIA Singles Chart. Walker et Mauboy organisent la tournée leur « Galaxy Tour » à travers l'Australie en janvier 2012, pour faire la promotion de la chanson ; elle s'achève en février 2012.
En mars 2012 sort Music Won't Break Your Heart, troisième single de Let the Music Play. La chanson atteint le 25e rang des classements en Australie et le 32e en Nouvelle-Zélande. En mai 2012, Walker assure la première partie de Nicki Minaj lors des dates australiennes du Pink Friday Tour.

### 2013-2016: juge dansThe X Factoret débuts comme acteur

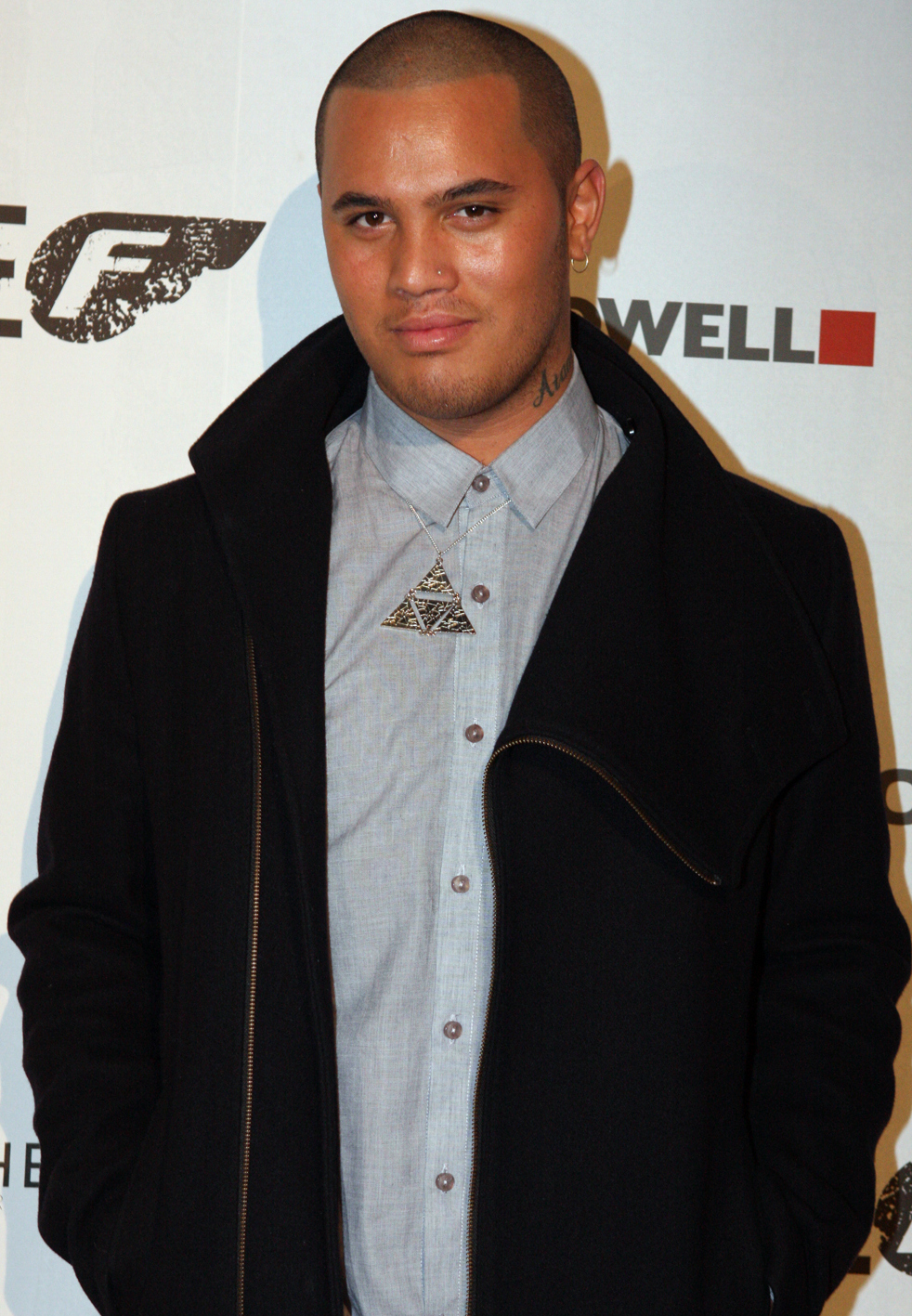
Walker en 2013

Le 6 novembre 2012, Walker est annoncé comme juge de la première saison de la version néo-zélandaise de The X Factor, qui doit alors avoir lieu en 2013. Walker fait ses débuts comme acteur en jouant le rôle principal dans un film néo-zélandais, Mt. Zion. Celui-ci raconte l'histoire d'un jeune musicien maori cherchant à faire la première partie du spectacle de Bob Marley à Auckland en 1979, mais dont le rêve se heurte aux idéaux de sa famille. Évoquant son rôle dans le film, Walker déclare Herald Sun : « Ils m'ont approché [...] le scénario est tellement bon, il décrit essentiellement qui j'étais il y a six ans [...] C'est certainement la principale raison pour laquelle j'ai voulu m'impliquer. ». Le film sort le 6 février 2013. Walker enregistre Take It Easy pour la bande originale du film. La chanson sort en single en décembre 2012 et est intégrée à  l'album des plus grands succès de Walker, The Complete Collection.
Le 6 novembre 2012, Walker est annoncé comme juge de la première saison de la version néo-zélandaise de The X Factor, qui doit alors avoir lieu en 2013. Walker fait ses débuts comme acteur en jouant le rôle principal dans un film néo-zélandais, Mt. Zion. Celui-ci raconte l'histoire d'un jeune musicien maori cherchant à faire la première partie du spectacle de Bob Marley à Auckland en 1979, mais dont le rêve se heurte aux idéaux de sa famille. Évoquant son rôle dans le film, Walker déclare Herald Sun : « Ils m'ont approché [...] le scénario est tellement bon, il décrit essentiellement qui j'étais il y a six ans [...] C'est certainement la principale raison pour laquelle j'ai voulu m'impliquer. ». Le film sort le 6 février 2013. Walker enregistre Take It Easy pour la bande originale du film. La chanson sort en single en décembre 2012 et est intégrée à  l'album des plus grands succès de Walker, The Complete Collection.
Walker assure la première partie des concerts à Auckland et à Perth et de trois des quatre concerts à Sydney pour The Mrs. Carter Show World Tour, la quatrième tournée de Beyoncé, en octobre 2013, après le retrait d'Iggy Azalea de ces dates,. Le quatrième album studio de Walker, Inventing Myself, sort le 25 octobre 2013. En août 2014, Walker participe avec d'autres artistes néo-zélandais à la chanson caritative Song for Everyone. Son cinquième album studio, Truth & Soul, comprend une collection de reprises soul. Il sort en Australie le 17 avril 2015.
Walker fait son retour dans The X Factor NZ en 2015 aux côtés de Melanie Blatt, déjà présente la saison précédente, et des nouveaux juges Natalia Kills et Willy Moon. Après le premier prime en direct, Kills et Moon sont renvoyés, en raison de leurs commentaires grossiers faits à un concurrent et remplacés par Natalie Bassingthwaite et Shelton Woolwright. Walker, comme juge, finit deuxième du concours avec sa candidate Nyssa Collins.
En 2015, il apparaît avec le joueur de rugby Israel Dagg et l'acteur Rip Torn dans une publicité de Air New Zealand sur la sécurité aérienne, inspirée de Men In Black.

### 2017-2019: cancer de l'estomac, sorties deStanetFaith Hope Love
En janvier 2018, les fans de Walker expriment leur inquiétude pour sa santé après la parution de photos sur les réseaux sociaux, le montrant décharné. En mars, les médias annoncent que Walker s'est fait retirer l'estomac en septembre 2017 après avoir découvert la présence d'une mutation génétique rare appelée CDH1, cancérigène et responsable de la mort de plus de 25 membres de sa famille. Walker déclare : « Les neuf derniers mois ont été un voyage qui a changé ma vie, plein de hauts et de bas, c'est le moins qu'on puisse dire, [mais] tout ce que je vais dire, c'est que j'ai la chance d'être en vie et en bonne santé. ». Un long métrage documentaire intitulé Stan sort en mars 2018,.
Le 26 mars 2018, Walker sort un EP de 6 titres portant son nom, Stan. À sa sortie, il déclare : « Cet EP contient des chansons que j'ai écrites il y a 11 ans, il y a 5 ans, il y a 3 ans et maintenant. Toutes ces chansons ont été écrites à des moments où j’étais à l’équilibre dans ma vie ». Le 7 décembre 2018, Walker sort Gimme Your Love ainsi qu'une vidéo présentant un aperçu de sa tournée nationale 2018.
En mai 2019, Walker sort Faith Hope Love, un EP dédié aux victimes de la fusillade de la mosquée de Christchurch.

### Depuis 2020: sorties deImpossible: My Story,Te ArohanuietAll In
Au début de l'année 2020, au cours du confinement lors de la première vague de la pandémie de Covid-19, Stan Walker enregistre, avec d'autres personnalités néo-zélandaises du monde de la musique, une chanson caritative, intitulée Stay. Les fonds récoltés sont reversés à une association d'aide aux musiciens néo-zélandais affectés par la crise.
En octobre 2020, Walker publie son autobiographie, intitulée Impossible : My Story. Un album de compilation sort en même temps que le livre, sous le titre Impossible (Music by the Book). L'album atteint la 22e place des classements en Nouvelle-Zélande.
En novembre 2020, il est nommé parmi les hommes les mieux habillés du show business, liste établie par David Hartnell.
En août 2021, Walker sort Don't Worry Baby avec la chanteuse australienne Celina Sharma, le premier single de son septième album studio à venir, All In. Walker déclare : « Tout cet album, si je peux dire quelque chose, est entièrement soul et R&B. Les saisons de ma vie au cours des quatre dernières années ; l'amour, le chagrin, le temps de changement, le racisme, la santé mentale, tout. ».
En septembre 2021, Walker annonce la sortie d'un album studio en langue maorie, intitulé Te Arohanui, qui sort le 17 septembre. En août 2022, Walker sort son septième album studio, All In. En novembre 2022, Walker sort le single de Noël Favourite Part About Christmas. En novembre 2023, Walker sort le single I Am, qui fait partie de la bande originale du film Origin.

## Style musical et inspiration
En 20101, Walker décrit Beyoncé comme sa source d'inspiration principale : « Musicalement, elle est la raison pour laquelle je fais ce que je fais. ». Selon Jason Birchmeier d'AllMusic, Walker chante principalement de la musique pop « avec un style R&B ». Le deuxième album de Walker, From the Inside Out, s'inspire de la pop, du R&B et hip-hop, avec des éléments d' electro, de glam metal, de pop-rap et de funk. Il décrit son troisième album, Let the Music Play, de style plus pop et dance, comme thématiquement son plus personnel : « Ce sont mes chansons, mes histoires, mes airs, mes mélodies, mes paroles, moi. ».

## Tournées

### Tête d'affiche
- 2011 : New Zealand Summer Tour
- 2012 : Galaxy Tour (avec Jessica Mauboy)
- 2013 : World Tour of New Zealand
- 2018 : New Take Over Tour
- 2021 : All In Tour

### Première partie
- 2010 : Summerbeatz
- 2012 : Pink Friday Tour (première partie de Nicki Minaj)
- 2013 : The Mrs. Carter Show World Tour (première partie de Beyoncé)

## Discographie
- 2009 : Introducing... Stan Walker
- 2010 : From the Inside Out
- 2011 : Let the Music Play
- 2013 : Inventing Myself
- 2015 : Truth & Soul
- 2021 : Te Arohanui
- 2022 : All In